# Snecma M88
Snecma M88 je dvogredni nizkoobtočni reaktivni turboventilatorski motor z dodatnim zgorevanjem. Razvilo ga je francoska Snecma za pogon lovca Dassault Rafale, ki uporablja dva motorja. Rafale ima možnost superkrižarjenja - doseže Mach 1,4 brez dodatnega zgorevanja.

## Uporaba
- Dassault Rafale

## Specifikacije (M88)
- Tip: dvogredni nizkoobtočni turbofan z dodatnim zgorevanjem
- Dolžina: 3538 mm (139,3 in)
- Premer: 696 mm (27,5 in)
- Teža: 897 kg (1977 lb)
- Kompresor: 3-stopenjski nizkotlačni, 6-stopenjski visokotlačni (oba aksialna)
- Zgorevalna komora: obročasta
- Turbina: 1-stopenjska visokotlačna, 1-stopenjska nizkotlačna (obe aksialni)

- Največji potisk: 50 kN (11250 lbf) suh, 75 kN (16900 lbf) moker (z dodatnim zgorevanjem)
- Tlačno razmerje: 24,5:1
- Obtočno razmerje: 0,3
- Masni pretok zraka: 65 kg/s (143 lb/s)
- Temperatura ob vstopu v turbino: 1850 K (1577 °C)
- Poraba goriva: 0,80 kg/daN·h (0,78 lbm/lbf·h) (suh), 1,75 kg/daN·h (1.72 lbm/lbf·hr) (z dodatnim zgorevanjem)
- Razmerje potisk/teža: 5,7:1 (suh), 8,5:1 (z dodatnim zgorevanjem)